# 크레이그 파커
크레이그 파커(Craig Parker, 1970년 11월 12일 ~ )는 뉴질랜드의 배우이다.

## 출연 작품
- 반지의 제왕
- 반지의 제왕 2